# Ptinus australiae
Ptinus australiae is een keversoort uit de familie klopkevers (Ptinidae). De wetenschappelijke naam van de soort werd in 1923 gepubliceerd door Arthur Mills Lea.